# Fasten im Bahaitum
Im Bahaitum enthalten sich die Gläubigen der Aufnahme von Nahrung und Flüssigkeit nach Sonnenaufgang bis Sonnenuntergang im letzten Monat ʿAla' des Bahá'í-Kalenders, was dem Zeitraum vom 2. März bis zum 20. März entspricht. Am Ende des Fastenmonats wird das Nouruz-Fest gefeiert. Der Fastenmonat stellt „eine besondere Zeit dar. Sie bietet z. B. Familien und Freunden die Gelegenheit zur gemeinsamen Andacht. Viele empfinden das Fasten als hilfreich, um schädliche Gewohnheiten abzulegen, wie das Rauchen oder einen ungesunden Ernährungsstil. Andere nutzen den besinnlichen Charakter dieser Zeit, um sich ganz bewusst persönlichen Herausforderungen zu widmen.“
Neben dem Beten gehört das Fasten zu den wichtigsten religiösen Praktiken des Bahaitums. Das Fasten ist für die geistige Entwicklung der Menschen nützlich und daher kein Selbstzweck. Es soll die geistigen Kräfte stärken und aus Liebe zu Gott begangen werden.
Die Weisheit des Fastengebotes wird zum einen darin gesehen, dass es die Geistigkeit steigert und den Einfluss des niederen Selbstes reduziert. Beim Fasten empfinden die Gläubigen den Zustand der Offenbarer nach, die auch gefastet haben, wenn sie Offenbarungen empfingen. Auch wenn es sich beim Fasten um eine geistige Übung handelt, lassen sich aus medizinischer Sicht die Steigerung der Zufriedenheit, eine neue Eichung des Schmerzempfindens und die Fähigkeit zur Selbstbeherrschung als Vorteile anführen. Dies wiederum schützt vor Angstzuständen, Depressionen und chronischen psychosomatischen Zuständen.
Das Fastengebot gehört nach den Bahai-Lehren, wie das Pflichtgebet, zu den Gesetzen, die nur dem Gewissen des Gläubigen überlassen sind. Somit hat niemand das Recht, von einem Bahai zu fordern, die Fastenzeit einzuhalten. Ob die Einhaltung des Fastengebotes seitens der Gläubigen von Gott angenommen wird, hängt nur von Gottes Wohlgefallen ab. Die Gläubigen können sich durch die Einhaltung dieses Gebots den Segen Gottes nicht erheischen, da dieser allein von Gottes Wohlgefallen abhängt.
Wenn sich durch die Einhaltung des Fastengebots gesundheitliche Nachteile ergeben können, sind die Gläubigen vom Fasten befreit – so etwa in der Schwangerschaft, der Stillzeit  und der Monatsregel, ein Alter ab dem vollendeten siebzigsten Lebensjahr, Reisen unter bestimmten Bedingungen, Schwerarbeit und Krankheit stellen legitime Ausnahmen dar. Im Jahr 2019 zeigte eine Studie, dass für gesunde Menschen das Fasten medizinisch messbare Vorteile bringt.